# Weissenborn (Hesse)
Weissenborn (en alemán, Weißenborn) es un municipio situado en el distrito de Werra-Meißner, en el estado federado de Hesse (Alemania). Tiene una población estimada, a fines de 2020, de 986 habitantes.
Está ubicado al noreste del estado, cerca de las fronteras con los estados de Baja Sajonia y Turingia, y de la orilla del río Werra, uno de los cabeceras del río Weser.